# أنكا ميهيلا رومبيسكو
أنكا ميهيلا رومبيسكو (بالرومانية: Anca Rombescu)‏ مواليد 15 سبتمبر 1985 في دروبيتا تورنو سيفيرين، هي لاعبة كرة يد رومانية تلعب كحارس مرمى. مثلت منتخب رومانيا لكرة اليد للسيدات.